# Trebgast (Weißer Main)
Die Trebgast ist ein mitsamt ihrem längeren rechten Oberlauf Furtbach knapp 18 Kilometer langer südlicher und linker Nebenfluss des Weißen Mains.

## Name
Der Name leitet sich vom slawischen *Trebgoščь ab und hat die Bedeutung „im Besitz des *Trebgostъ (Personenname)“.

## Geographie

### Verlauf
Die Trebgast entsteht beim Bindlacher Dorf Stöckig aus dem Zusammenfluss von Furtbach (4,0 km) und Flussgraben (1,1 km) auf einer Höhe von 354 m ü. NHN. Manche sehen den Furtbach nur als Oberlauf der Trebgast an.
Sie fließt anfangs nördlich, dann längstenteils nach Nordwesten und gegen Ende auch noch ein kleineres Stück weit nordöstlich. Bei Bindlach-Heinersgrund wird sie von dem von links kommenden Bremer Mühlbach gespeist. Westsüdwestlich von Harsdorf fließen ihr von links kurz vor und kurz nach der Zoltmühle von Neudrossenfeld der Haselbach von rechts und dann der Schaitzer Bach von links zu. Weiter abwärts liegen die Harsdorfer Weiher links des Laufs näher am Neudrossenfelder Dorf Waldau als am namengebenden Harsdorf auf der anderen Flussseite.
Danach mündet der linke Schlitterbach von Waldau her in die Trebgast. Auf und nach der Gemeindegrenze zu Trebgast verstärken sie der Kesslerbach von links und dann der Weißbach von rechts; der letzte ist ein langes und flaches Gewässer, das auf ganzer Länge in der breiten Talaue fließt und in dessen unterem Mündungswinkel der Trebgaster Badesee liegt. Dort knickt sie auf nordöstlichem Lauf ab, nimmt noch den aus dem Trebgaster Forst kommenden Forellenbach auf, durchfließt zuletzt das Pfarrdorf Trebgast nordwärts und mündet dann am unteren Ortsrand auf einer Höhe von 322 m ü. NHN von links in den aus dem Ostsüdosten heranziehenden Weißen Main.

Die Trebgast
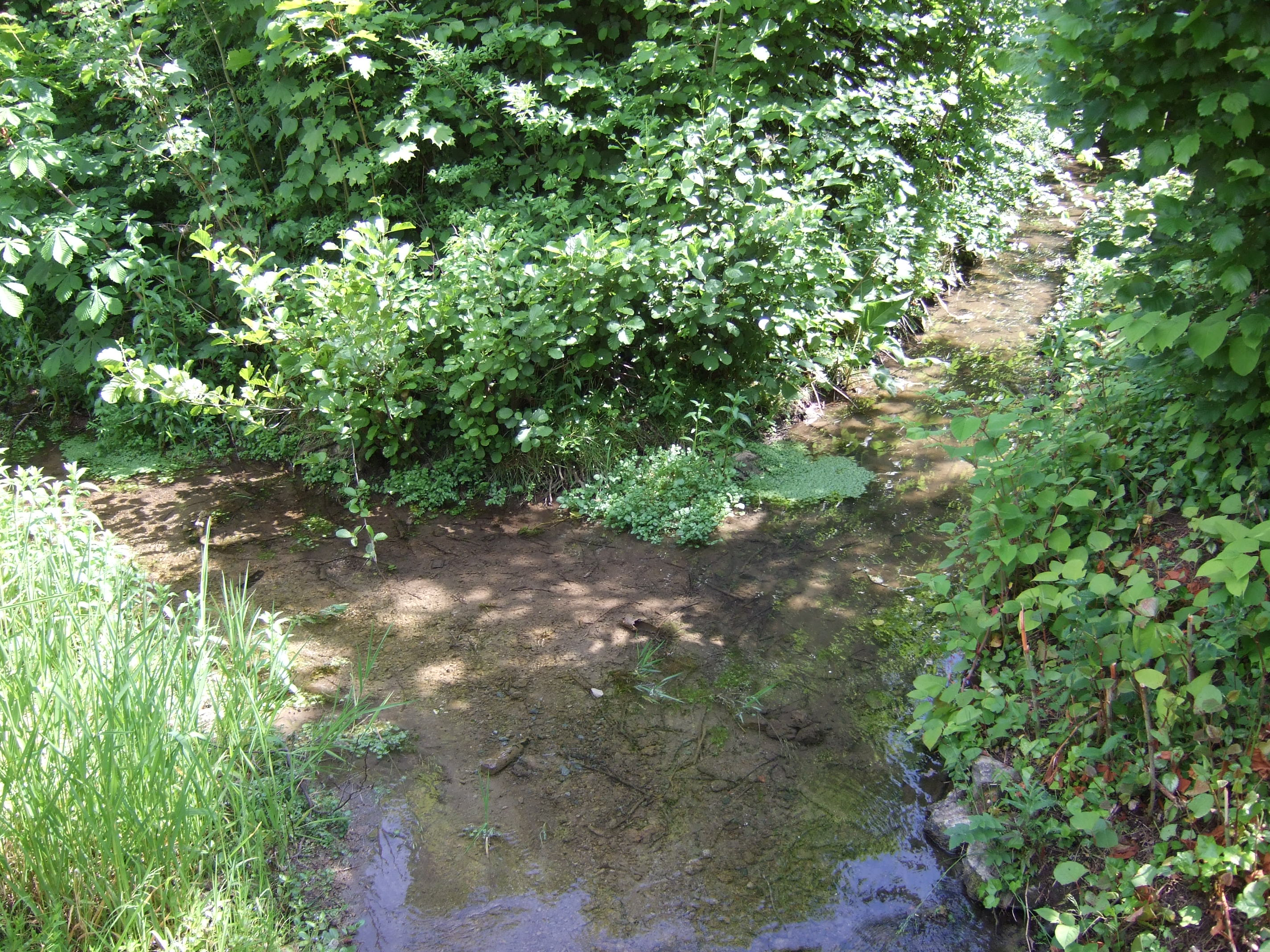
Furtbach (links im Bild) und Flussgraben (rechts im Bild) vereinigen sich zur Trebgast (vorne)
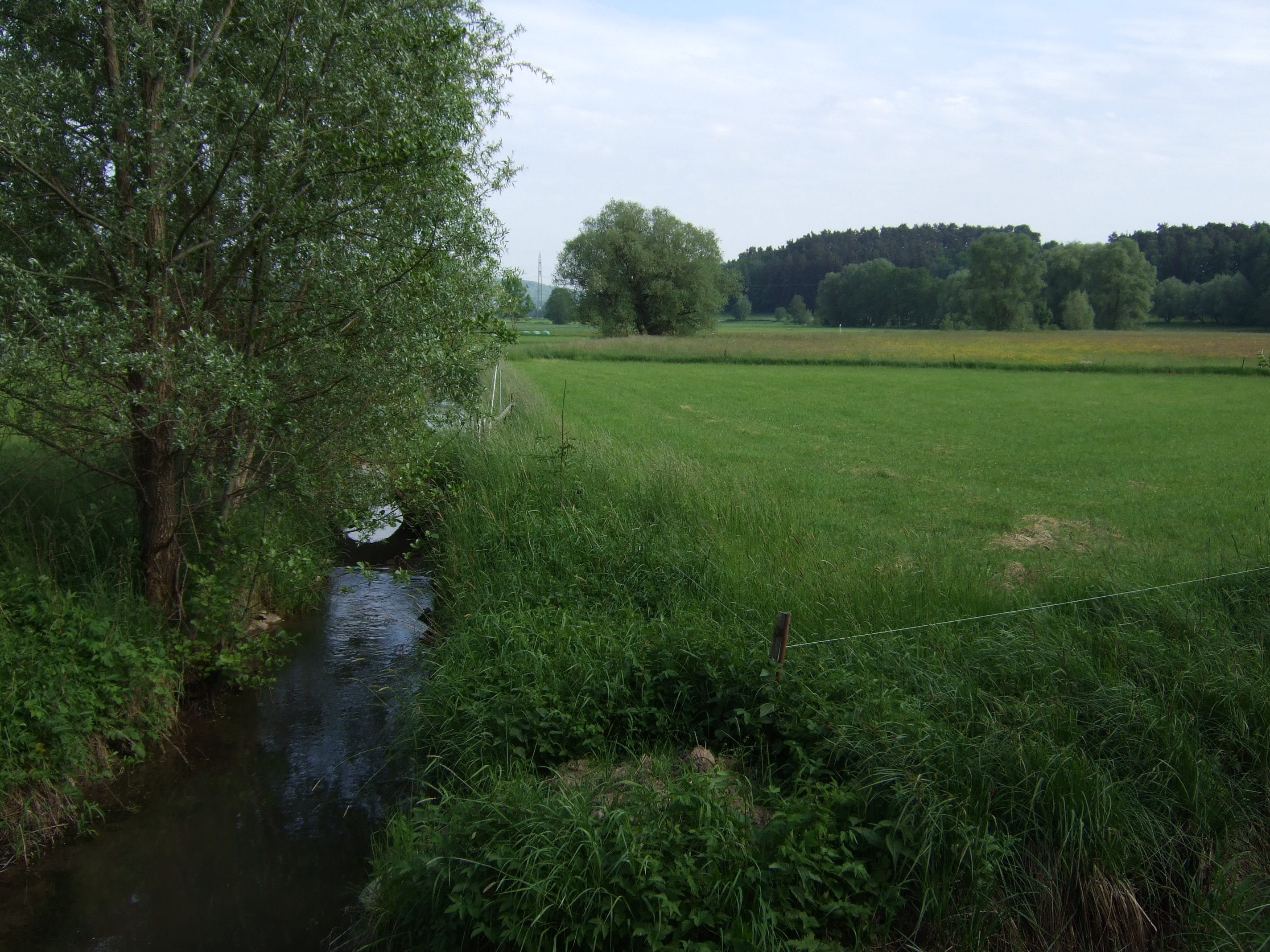
… bei Ramsenthal
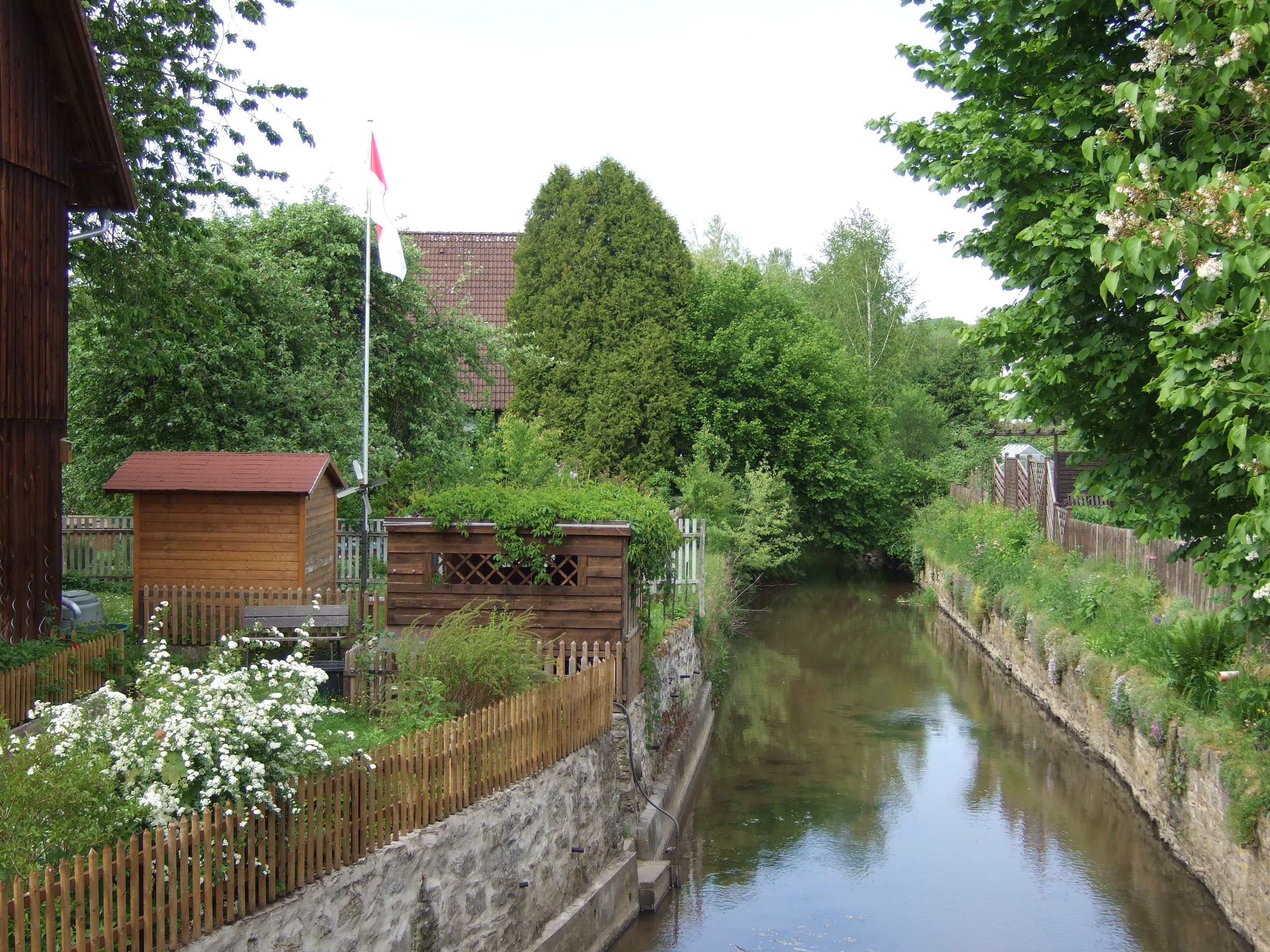
… in Trebgast
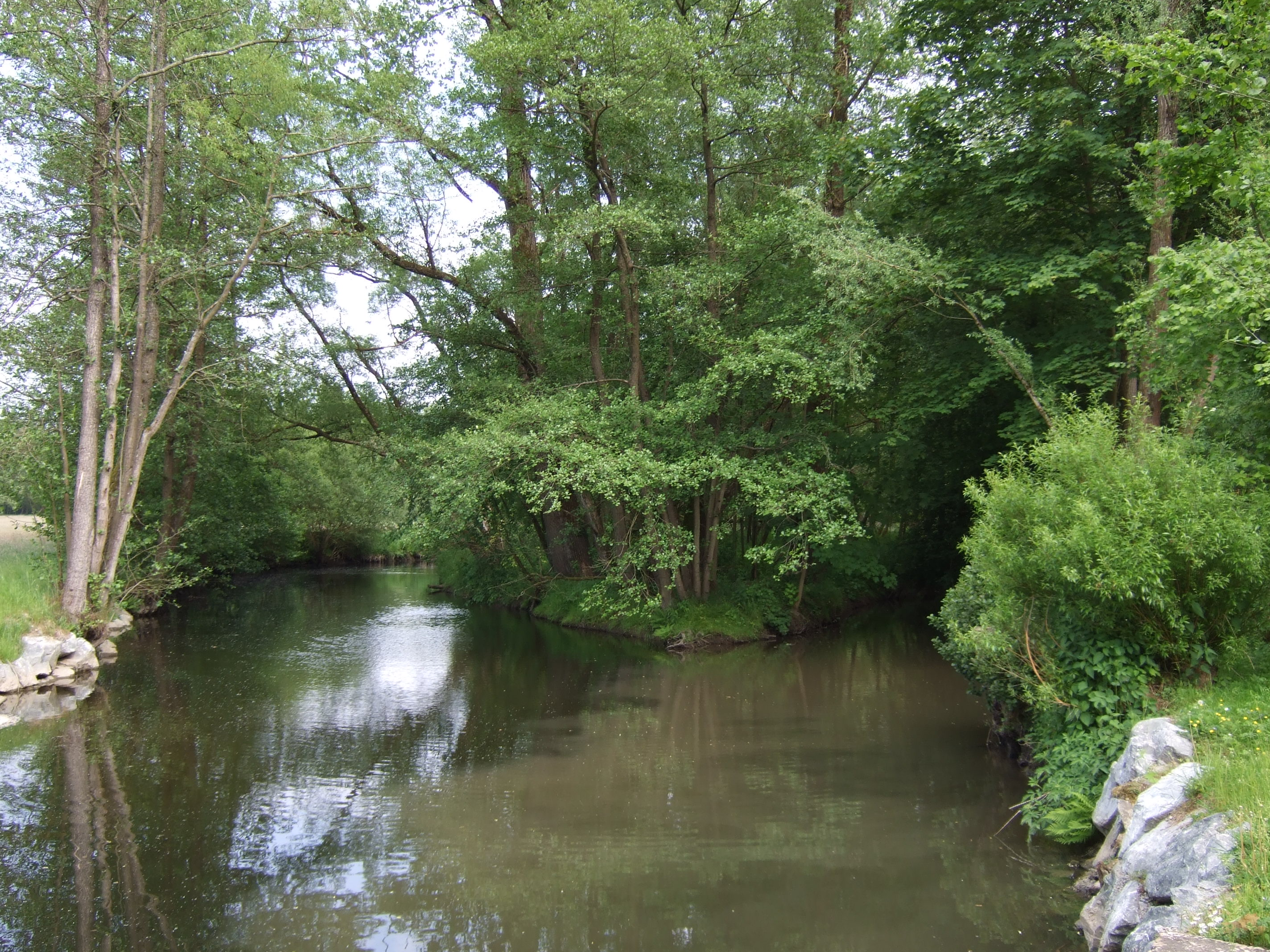
Mündung der Trebgast (rechts im Bild) in den Weißen Main (von hinten nach vorn)

### Zuflüsse und Seen
Liste einer Auswahl der Zuflüsse und  Seen vom Zusammenfluss zur Mündung.
Zusammenfluss der Trebgast auf ca. 354 m ü. NHN am Bahnhof bei Bindlach-Ruh.
- Furtbach, rechter Hauptstrang-Oberlauf von Osten, ca. 4,2 km[1]. In Bindlach lange verdolt.
- Flussgraben, linker Nebenstrang-Oberlauf von Süden, ca. 2,7 km[1]. Lange verdolt.
- Röthelbach[6] oder Rödelbach[7], von links und Südwesten auf ca. 348 m ü. NHN bei Bindlach-Gemein, ca. 2,0 km
- Bremermühlbach, von links und Südwesten auf ca. 343 m ü. NHN nahe Bindlach-Bremermühle, 3,3 km und 3,97 km².
- Haselbach, von rechts und Ostnordosten auf ca. 334 m ü. NHN kurz vor Neudrossenfeld-Zoltmühle, 2,4 km und 3,87 km². Fließt bis fast zuletzt im Gemeindegebiet von Harsdorf.
- Schaitzer Bach, von links und Süden auf ca. 334 m ü. NHN kurz nach der Zoltmühle, 3,2 km und 4,15 km².
- Passiert die linksseits auf ca. 332 m ü. NHN und 331 m ü. NHN liegenden zwei Harsdorfer Weiher im oberen Mündungswinkel des folgenden, zusammen ca. 7,0 ha
- Zoltenbachgraben, von links und Südwesten auf ca. 330 m ü. NHN an der A 70 östlich von Neudrossenfeld-Neudrossenfeld
- Schlitterbach, von links und Westen auf ca. 329 m ü. NHN gegenüber Neudrossenfeld-Unterlaitsch, 2,0 km
- Kesslerbach oder Köstlerbach, von links und Westnordwesten auf etwa 325 m ü. NHN am bewaldeten Talauenhöcker Köstlerberg östlich von Trebgast-Lindau, 3,1 km und 5,33 km²
- Weißbach, von rechts und Süden auf etwa 324 m ü. NHN am Beginn des Taldurchbruchs zwischen Wehlitzberg und Trengaster Forst, 2,9 km
- Passiert den rechtsseits auf etwa 325 m ü. NHN im unteren Mündungswinkel des vorigen liegenden Trebgaster Badesee, 6,8 ha
- Forellenbach, von rechts und Südsüdosten auf ca. 324 m ü. NHN zwischen den Talsportplätzen am oberen Siedlungsrand von Trebgast, 2,8 km

### Flusssystem Weißer Main
- Fließgewässer im Flusssystem Weißer Main

## Flusshistorie
Die Trebgast hat ihr weites Tal nicht selbst geschaffen. Dort floss einst die wesentlich mehr Wasser führende Ursteinach. Deren Oberlauf, die Warme Steinach, mündet heute in Bayreuth-Laineck in den Roten Main.
Ursprünglich entwässerte das gesamte Gebiet in Richtung der heutigen Donau, vor etwa 1,5 Millionen Jahren änderte sich die Fließrichtung zum Rhein hin. Das Wasser der Steinach, des Roten Mains und der Mistel (bzw. des Mistelbachs) floss fortan durch das heutige Trebgasttal zum Weißen Main. Vor unbestimmter Zeit zwang das von der Steinach transportierte Geröll dem Roten Main einen neuen Lauf auf, wodurch das Trebgasttal die Hälfte seiner Kapazität einbüßte. Hebungen und Senkungen der letzten Eiszeit versperrten vor ca. 20.000 Jahren auch der Steinach den Weg nach Norden. Das Trebgasttal wurde trockengelegt und das Lindauer Moor entstand.
Im Zuge des Baus der Autobahn wurde 1937 versucht, den Bachlauf zwischen Bindlach und Crottendorf zu regulieren. Ende der 1950er Jahre folgte der Abschnitt von Lindau bis zur Mündung in den Weißen Main. Da die Trebgast bei starken Regenfällen und während der Schneeschmelze regelmäßig über die Ufer trat, wodurch die Böden versumpften und landwirtschaftlich nicht mehr genutzt werden konnten, beschloss man 1970 auch die Regulierung der restlichen acht Kilometer.

## Natur und Umwelt
In den 1950er Jahren wurde die Trebgast begradigt und mit Regelprofil ausgebaut. Dieser naturferne Zustand widerspricht den heutigen Zielen der Europäischen Wasserrahmenlinie. Stellenweise windet sich der Bach, durch umfangreiche hydromorphologische Maßnahmen des Wasserwirtschaftsamts Hof, wieder durch das Tal. Zuletzt wurde er im Jahr 2014 auf 1,2 Kilometer Länge zwischen Trebgast und Harsdorf renaturiert.
An der Trebgast haben sich wieder Biber angesiedelt. Im Bereich zwischen dem Badesee und der Ortsmitte von Trebgast bauen sie regelmäßig Dämme und stauen den Bach damit auf. Bei zu hohem Wasserstand an der Messstelle des Wasserwirtschaftsamts am Bahnhof Trebgast wird dieser Zustand vom Bayreuther Flussbaumeister korrigiert.